# Federazione di rugby a 15 d'Israele
La Federazione Rugby XV di Israele (in inglese Israel Rugby Union) è l'organo che governa il Rugby a 15 in Israele.
Affiliata all'International Rugby Board, è inclusa fra le nazionali di terzo livello senza esperienze di Coppa del Mondo.